# Нарышкин, Кирилл Александрович
Кирилл Александрович Нарышкин (17 (28) августа 1786 — 26 октября (7 ноября) 1838) — русский придворный из рода Нарышкиных, обер-гофмаршал, обер-гофмейстер, камергер, член Государственного совета, владелец усадьбы Сергиевка.

## Биография

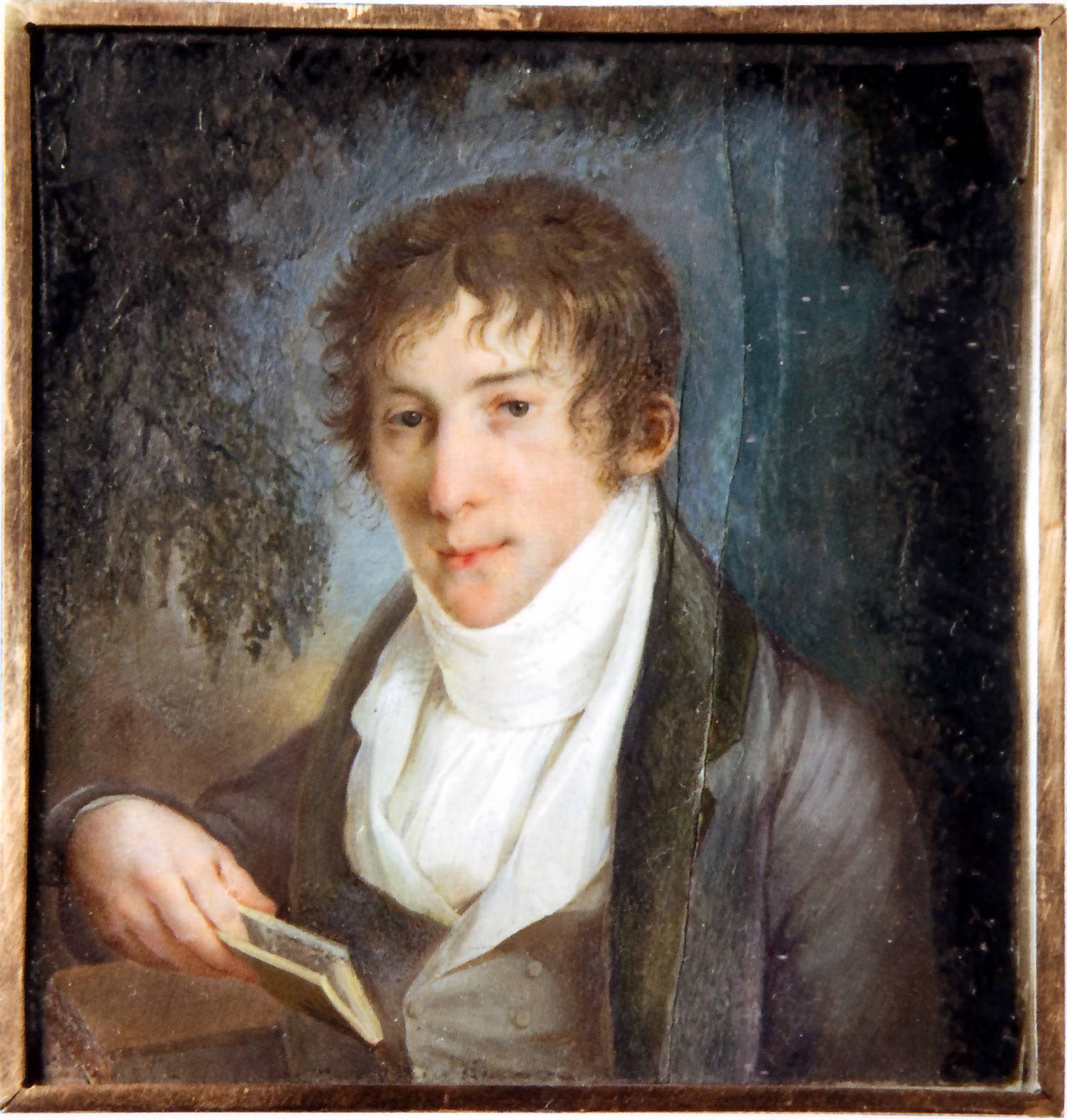
К. А. Нарышкин на портрете П. Росси, 1810-е годы

Родился в семье обер-камергера Александра Львовича Нарышкина и Марии Алексеевны Сенявиной. Получил хорошее воспитание в иезуитском пансионе аббата Николя. В 1805 году в чине камер-юнкера отправился в Китай в составе чрезвычайного посольства, во главе которого состоял в качестве полномочного посла близкий родственник Нарышкиных обер-церемониймейстер граф Ю. А. Головкин. По поводу этой поездки М. С. Воронцов писал:
Кирюша в их числе, и я рад, что он едет; потому что, может быть, он чем-нибудь займется, и выйдет из него толк, а здесь он балуется и проводит своё время в совершенной праздности.

Вернувшись в Петербург, он всю дальнейшую свою карьеру сделал при дворе. Считался в своё время одним из блестящих представителей молодой придворной партии, являясь законодателем новейших веяний и высшего тона в петербургском обществе. Другой участник посольства Головкина, Ф. Ф. Вигель, вспоминал:
Кирилл Александрович... был примечателен тем, что в нём сливались и смешивались два противоположные характера его родителей: он соединял в себе нарышкинское барство, роскошество и даже шутливость вместе с крутым нравом, благородными чувствами, бережливостью и аристократическою гордостью матери своей Марьи Алексеевны.
К 1815 году Нарышкин имел чин действительного статского советника и придворное звание камергера, был пожалован орденами Св. Анны 2-й степени и Святого Иоанна Иерусалимского.

Будучи гофмаршалом двора великого князя Николая Павловича, Нарышкин в 1817 году подвергся опале. Императрица Александра Фёдоровна вспоминала:
Наш маршал К. А. Нарышкин делал ежеминутно неприятности моему мужу: за малейшую шутку он сердился до того, что зеленел, желтел от злости. Кроме того, он пытался не раз делать Великому князю неуместные замечания даже на мой счет. Человек в высшей степени желчный, он иногда впадал в змеиную злость; все ненавидели его и удалялись при его приближении... Иметь в таком маленьком кружке постоянно возле себя человека, который кляузничает, говорит с злым умыслом колкости, было невыносимо, и хотя многие принимали в нем участие, но у меня хватило характера поставить на своем и добиться того, чтобы он оставил это место...Нарышкин покинул наш Двор, и на его место был назначен граф Моден.
Занимал служебную квартиру в Северном павильоне Малого Эрмитажа. По состоянию на 1821 год Нарышкин являлся вице-президентом Придворной конторы и управляющим ею, имел чин гофмаршала, был пожалован орденом Св. Анны 1-й степени.

С 1822 года был почетным членом Академии художеств. В 1825 году Нарышкин был в числе немногих лиц, которые заранее знали о состоявшемся отречении от престола Константина Павловича. Писатель В. А. Соллогуб вспоминал о Нарышкине:
Вельможа большой руки, наружности барской, по уму и остроумию замечательному, но вспыльчивому до крайности. Жена его была женщина болезненная, но весьма симпатичная и всеми уважаемая.

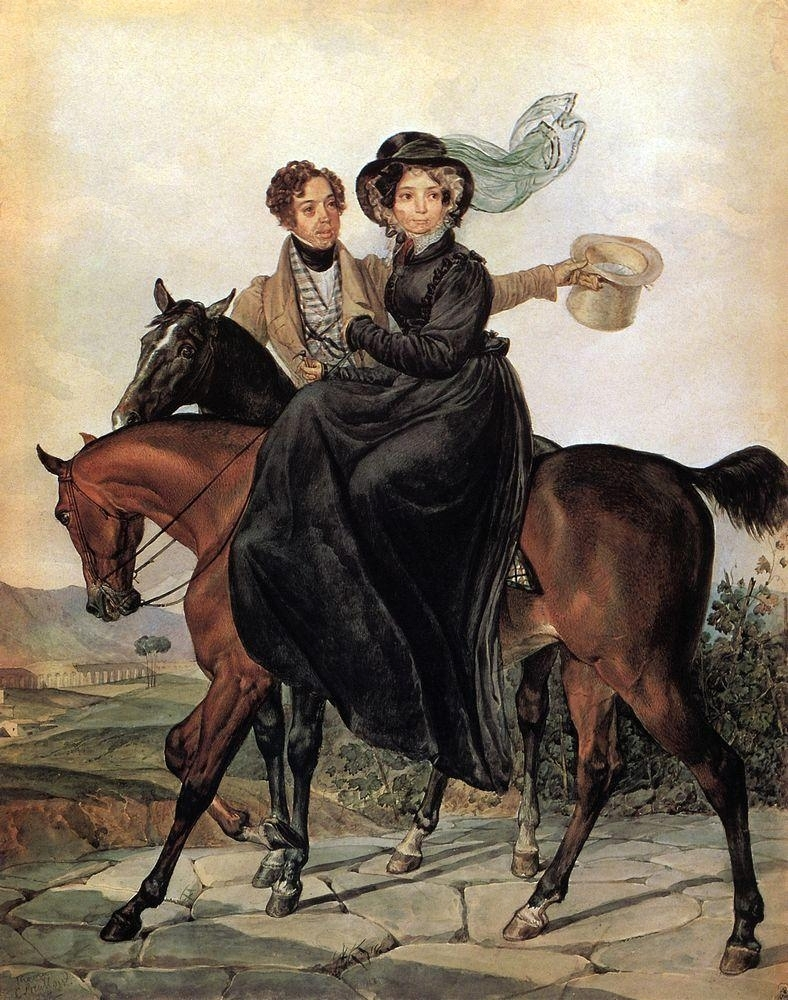
Нарышкины на прогулке в окрестностях Рима на портрете кисти К. П. Брюллова (1827)

После восшествия Николая I на престол Нарышкин оказался в оппозиции. В 1826 году он с семьей покинул Россию и некоторое время по болезни провел за границей. В Париже он вел праздный образ жизни и был представлен ко двору Луи-Филиппа I. После возвращения Нарышкин в 1829 году был назначен президентом Придворной конторы и пожалован чином обер-гофмаршала. 
Унаследовав от отца, несмотря на широкую жизнь последнего, большое состояние, Нарышкин жил не роскошно, но весело. Зиму он проводил в Зимним дворце в обер-гофмаршальской квартире, лето на берегу Финского залива на своей даче Сергиевка, которая была окружена огромным садом. Этот сад он открыл для публики и у входа повесил пригласительную табличку. 
В 1834 году был назначен членом Государственного совета. В 1837 году был уволен от должности президента Придворной конторы, переименован в обер-гофмейстеры с сохранением статуса члена Государственного совета и отправлен в отпуск. В связи с этим Нарышкин лишился квартиры во дворце и содержания. Не желая более жить в Петербурге, он уехал в свое крымское имение, где вскоре, 26 октября 1838 года, скоропостижно скончался. В последние годы жизни был пожалован орденами Св. Александра Невского с алмазами и Св. Владимира 2-й и 1-й степеней.
По словам барона М. Корфа, «с острым и язвительным умом, особенно ядовитым в насмешках, он не имел, впрочем, никаких существенно хороших качеств. Надменность, необузданная вспыльчивость и даже примесь злости составляли основу его характера. Смерть Нарышкина последовала от расстроенного воображения. У него был камердинер француз, который находился при нем более 20-ти лет. Съездив в Одессу по делам своего господина, он воротился в Крым не совсем здоровым и, схватив тотчас по возвращении крымскую горячку, через пять часов умер. Кончина его так подействовала на Нарышкина, что он впал в совершенное уныние и предался совсем набожничеству, проводя целый день за молитвой и чтением священных книг. Однажды после обеда, вернувшись с прогулки, он спросил, который час? И на ответ, что «шесть», спросил опять: «утра или вечера?» Когда его вразумили, что вечер, он сказал, что шести часов утра уже не увидит, потом в сильном душевном волнении спросил крест, приложился к нему и лег спать. Потом утром, часу в пятом, он проснулся и без всяких почти страданий через полчаса заснул опять, но уже сном непробудным». Похоронен в Духовской церкви Александро-Невской лавры.

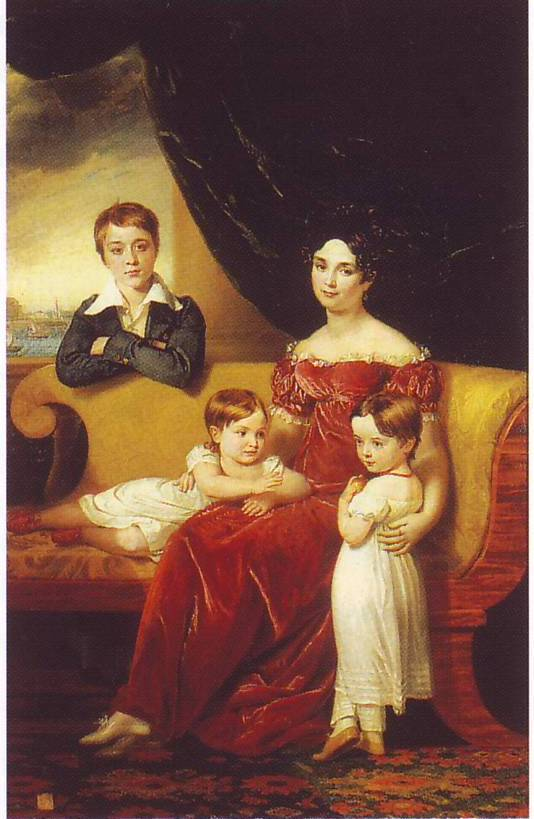
Мария Яковлевна c детьми на портрете Д. Доу (1823)

## Семья
Жена (с 1808 года) —  княжна Мария Яковлевна Лобанова-Ростовская (1789—1854), дочь малороссийского губернатора Я. И. Лобанова-Ростовского; фрейлина двора (1805) и кавалерственной даме ордена Святой Екатерины (30.08.1821). Вместе с мужем была знакома с Пушкиным, а после его смерти  была его ярой защитницей, что даже вызвало несколько ссор. В браке имела детей:
- Лев (20.08.1809[14]—20.09.1855), крестник императора Александра I и императрицы Марии Фёдоровны, действительный статский советник, член совета министра финансов, петербургский уездный предводитель дворянства. Был женат на дочери князя В. В. Долгорукова, княжне Марии (1814—1869).
- Наталья (Полтава, 19.07.1812—Москва, 23.03.1818[15])
- Александр (09.06.1814[16]—22.11.1815), крещен 23 июня в  Исаакиевском соборе, крестник императрицы Марии Фёдоровны.
- Николай (04.12.1815[17]— ?), крещен в Исаакиевском соборе, крестник И. В. Тутолмина.
- Александра (13.04.1817—30.05.1856), законодательница моды, в первом браке за графом И. И. Воронцовым-Дашковым, во втором — баронесса де Пойли.
- Сергей (07.04.1819—15.07.1855), юнкер кирасирского полка (1837), корнет (1839), адъютант при военном министерстве (1843), уволен со службы в чине штабс-ротмистра (01.12.1845). Жил под надзором в Оптиной пустыни; пожертвовал Вышенской пустыни на помин своей души 150 тысяч золотых рублей.